# Хагба, Роман Очанович
Роман Очанович Хагба (23 июля 1964, Гудаута, Абхазская АССР, Грузинская ССР, СССР) — советский, абхазский и российский футболист. Мастер спорта СССР. Ныне — начальник абхазского клуба «Гагра»

## Карьера
Роман Хагба родился в 1964 году в Гудаута. Играл за гудаутскую среднюю школу № 1. На популярных союзных соревнованиях «Кожаный мяч» он бы замечен тренером А. В. Шамба. Впоследствии, выступая в первенстве Грузии и в различных турнирах, не раз становился лучшим бомбардиром признавался лучшим игроком. Юный талант в 1978 году отправили на учебу в школу-интернат спортивного профиля № 10 г. Ростов-на-Дону. В 15-летнем возрасте Роман дебютировал в команде «Рица» (Гудаута), которая выступала во Второй лиге чемпионата Грузии. В 1983 году его перевели в главную команду республики — сухумское «Динамо», выступавшую во Второй союзной лиге. За два года выступления в команде Хагба в клубе провёл 54 матча и забил 12 голов. Его техника, прекрасное видение поля, бомбардирские качества привлекли внимание тренера кутаисского «Торпедо» Гиви Нодия. В 1985 году. он перешёл в эту команду, которая выступала в Высшей лиге Чемпионата СССР. За время выступления в «Торпедо» ему не раз удавалось огорчать вратарей лучших команд Союза. В 1987 году Хагба перебрался в тбилисское «Динамо (Тбилиси)», а через год его пригласили в харьковский «Металлист», в составе которого он стал обладателем Кубка СССР.
В 1989 году Хагба вернулся в «Динамо» из Сухуми. Тогда перед командой была поставлена задача выхода в Первую лигу Чемпионата СССР. С этой задачей Роман и его товарищи справились. В 1992 году «Динамо» получил право на участие в Высшей лиге чемпионата СССР. Немалая заслуга в этом и Хагба. Однако сыграть в родной команде в Высшей лиге ему не удалось из-за распада СССР. Многие игроки сухумского «Динамо» были вынуждены покинуть клуб. Так он получил приглашение в российский клуб «Жемчужина» из Сочи, которая выступала в Первой Лиге, но по итогам сезона завоевало право выступать в Высшей лиге. В Высшем эшелоне российского футбола дебютировал 7 марта 1993 года в домашнем матче 1-го тура против нижегородского Локомотива. В этой Сочи он провёл два года, отыграл 29 матчей и забил 4 гола, также он выступал и за фарм-клуб клуба «Торпедо» из Адлера. В 1994 году подписав контракт с клубом «Малакка Юнайтед», уехал в Малайзию. Проведя два года в матчах чемпионата Малайзии, а также в играх Лиги Чемпионов Азиатских стран, в 1996 году Хагба вернулся в Россию, где сначала играл за любительский клуб «Текстильщик» из Барыша. В 1997 году играл за клуб «Динамо-Жемчужина-2». Завершил карьеру в 1998 году в команде «Локомотив-Тайм». С 2015 года является начальником клуба абхазского «Гагра» и тренером-селекционером Республиканского спортивного лицея.

## Достижения
- Обладатель Кубка СССР (1): 1987/88